# Дубровичі (зупинний пункт)
Дубровичі (біл. Дубровічы) — колишній зупинний пункт Гомельського відділення Білоруської залізниці в Калинковицькому районі Гомельської області. Розташований за 2,7 км на південь від села Дудичі.